# Mount Zadruga
Mount Zadruga (englisch; bulgarisch връх Задруга wrach Sadruga) ist ein 1650 m hoher und vereister Berg im westlichen Teil der Voden Heights an der Oskar-II.-Küste des Grahamlands auf der Antarktischen Halbinsel. Er ragt 11,45 km südsüdwestlich des Peychinov Crag, 27,7 km westlich des Bildad Peak, 12,9 km nördlich des Moider Peak und 33 km ostsüdöstlich des Mount Chevreux auf. Der obere Abschnitt des Flask-Gletschers liegt nördlich und ein Nebengletscher des Fleece-Gletschers südsüdöstlich von ihm.
Britische Wissenschaftler kartierten ihn 1976. Die bulgarische Kommission für Antarktische Geographische Namen benannte ihn 2013 nach der Ortschaft Sadruga im Nordosten Bulgariens.